# 西福爾島
西福爾島（英語：Vestfold Island），是南極洲的島嶼，位於南喬治亞群島，在1982年由英國南極名稱諮詢委員會以捕鯨公司命名，該島嶼由英國海外領土管轄。